# سوسنوفکا (استان آمور)
سوسنوفکا (به لاتین: Sosnovka) یک منطقهٔ مسکونی در روسیه است که در استان آمور واقع شده‌است.